# اچ‌ام‌اس سومالی‌لند (کی۵۹۴)
اچ‌ام‌اس سومالی‌لند (کی۵۹۴) (به انگلیسی: HMS Somaliland (K594)) یک کشتی بود که طول آن ۳۰۳ فوت ۱۱ اینچ (۹۲٫۶۳ متر) بود. این کشتی در سال ۱۹۴۳ ساخته شد.